# Valeria Moussina
Pour les articles homonymes, voir Moussina.
Valeria Aleksandrovna Moussina (russe : Валерия Александровна Мусина) est une joueuse russe de basket-ball née le 18 août 1987 à Moscou (Russie).

## Biographie
Plus jeune membre de l'équipe de Russie des 18 ans et moins, elle remporte le titre européen de 2004. Avec les 16 ans et moins, elle inscrit en moyenne 8,8 points, 6,5 rebonds et 4,8 passes décisives avec notamment 15 points contre le Belarus et 10 passes face à la Croatie. 
Pour sa troisième année à Polkowice, elle remporte en 2013 le titre national polonais et la Coupe de Pologne.

## Clubs
- Depuis 2011: CCC Polkowice

## Palmarès
- 2013 : Champion de Pologne[3]
- 2013 : Coupe de Pologne[3]